# Benthesikyme
Benthesikyme (altgriechisch Βενθεσικύμη Benthesikýmē) ist eine Göttin der griechischen Mythologie.
Nach der Bibliotheke des Apollodor ist sie die Tochter des Poseidon und dessen Gattin Amphitrite. Sie ist die Gemahlin des äthiopischen Enalos und die Amme des Eumolpos, den Poseidon mit der Chione zeugte. Chione warf den ungewünschten Sohn ins Meer, wo er von Poseidon gerettet und der Benthesikyme anvertraut wurde.